# ドレスタットの戦い
ドレスタットの戦い （西フリジア語: Slach by Doarestêd　オランダ語: Slag bij Dorestad） は、7世紀末のフランク王国とフリースラント王国の間の戦闘。690年ごろ、ライン川近くのフリース人の中心地近くで行われ、アウストラシア宮宰ピピン率いるフランク軍が勝利した。戦闘が起きた背景ははっきりとは分かっていないが、この戦いによってフランク人はドレスタットを奪回しアウデ・レイン川の南まで勢力を伸ばしたが、ライン川の中央地域へのフリース人の支配権は失われなかった。